# Артуа, Жак Д’
Жак д’Артуа (фр. Jacques d'Arthois; 1613—1686) — южно-нидерландский (фламандский) живописец и рисовальщик «Золотого века нидерландской живописи». Специализировался на лесных пейзажах с фигурами и картонах для шпалер. Считается одним из художников, называемых школой живописцев Суаньского леса (фр. L'École des peintres de la forêt de Soignes, которые разделяли интерес к изображению сцен, происходящих в Суаньском лесу, расположенном недалеко от Брюсселя.

## Биография
Жак д’Артуа родился в 1613 году в Брюсселе, в семье Анри Артуа; был крещён 12 октября того же года. Живописному мастерству обучался сначала у Яна Мертенса (до 11 января 1625 года), а впоследствии испытал заметное влияние Лодевейка де Ваддера.
Работал преимущественно в родном городе. Согласно «ЭСБЕ», «в его произведениях, представляющих по большей части плоские местности брюссельских окрестностей и отличающихся разнообразностью и теплотою тонов, эффектностью освещения и внятною передачею впечатлений природы, фигуры нередко написаны Питером ван Авонтом, Г. де Крайером, Я. Боутом, Г. Зегерсом и Давидом Тепирсом Младшим». Он также создавал картоны для Брюссельской шпалерной мануфактуры.
10 июля 1636 года Жак д’Артуа женился на Мари Сампелс; в этом браке родились восемь детей; один из сыновей художника — Ян Батист — также стал живописцем и писал картины в стиле отца.
Жак д’Артуа скончался 1686 году в Брюсселе.
Картины д’Артуа занимают почётное место в ведущих галереях мира.